# Jiří Horák (fotograf)
Jiří Horák (* 8. října 1940 Hodonín) je český fotograf, člen brněnské fotografické skupiny EPOS, proslulé počátkem 70. let jako tvůrci „nové vlny aranžované fotografie“. Ve své tvorbě se věnoval jak aranžované fotografii, tak i dokumentární tvorbě (cykly Orava, Strážnické slavnosti, Jugoslávie či Závody chrtů).

## Život
Narodil se 8. října 1940 v Hodoníně v rodině zlatníka Ludvíka Horáka (1912–1971) a Marie, roz. Domanské (1915–1994), která byla v domácnosti. V roce 1957 přišel do Brna na učební obor zoopreparátor a začal fotografovat. V roce 1960 po vyučení nastoupil do družstva Moravská ústředna jako preparátor. V letech 1960–1962 absolvoval vojenskou službu v Bratislavě u protileteckého dělostřelectva, stavěl posty pro protiletadlovou obranu Ostravy a Brna. V období 1964–1967 byl zaměstnán na Veterinární fakultě Vysoké školy zemědělské v Brně (dnes Mendelova univerzita) jako preparátor a fotograf. V letech 1964–1967 studoval fotografii na Lidové škole umění J. Kvapila v Brně u K. O. Hrubého a Antonína Hinšta. V roce 1964 uzavřel sňatek s děrovačkou / úřednicí Janou Trubeckou, se kterou měli syna Michala (* 1965). 
V roce 1966 spolu s M. Benešem, M. Havelkou a Františkem Maršálkem založil fotograﬁckou skupinu FOKO, která se o rok později transformovala na skupinu EPOS ve složení Jiří Horák, Rostislav Košťál, František Maršálek a Petr Sikula. Horák byl údajně autorem názvu skupiny. V období 1967–1970 se vrátil do družstva Moravská ústředna jako preparátor. V roce 1969 se stal členem Svazu českých fotografů, začal pracovat na cyklu Strážnice (společně s Františkem Maršálkem), vyhrál hlavní cenu na výstavě Děti objektivem v Přerově. V období 1970–1991 byl zaměstnán jako reprodukční fotograf v brněnské tiskárně, fotografoval i reportáže z oficiálních událostí. 
V roce 1975 získal titul Autor Svazu českých fotografů. V roce 1980 uspořádal první samostatnou výstavu v České Lípě. Roku 1989 získal po mnohaleté snaze registraci Českého fondu výtvarných umění, umožňující pracovat ve svobodném povolání a přijímat fotograﬁcké zakázky. V roce 1991 založil vlastní studio užité fotograﬁe, posléze přibral syna Michala jako spolupracovníka. 
V roce 1994 se odstěhoval zpět do Hodonína a o rok později uzavřel sňatek s Helenou Loubalovou.

## Výstavy, publikace a sbírky

### Samostatné výstavy
- 1980 Výstavní síň SČF, Česká Lípa
- 1980 Děčín
- 1981 Yper (BE)

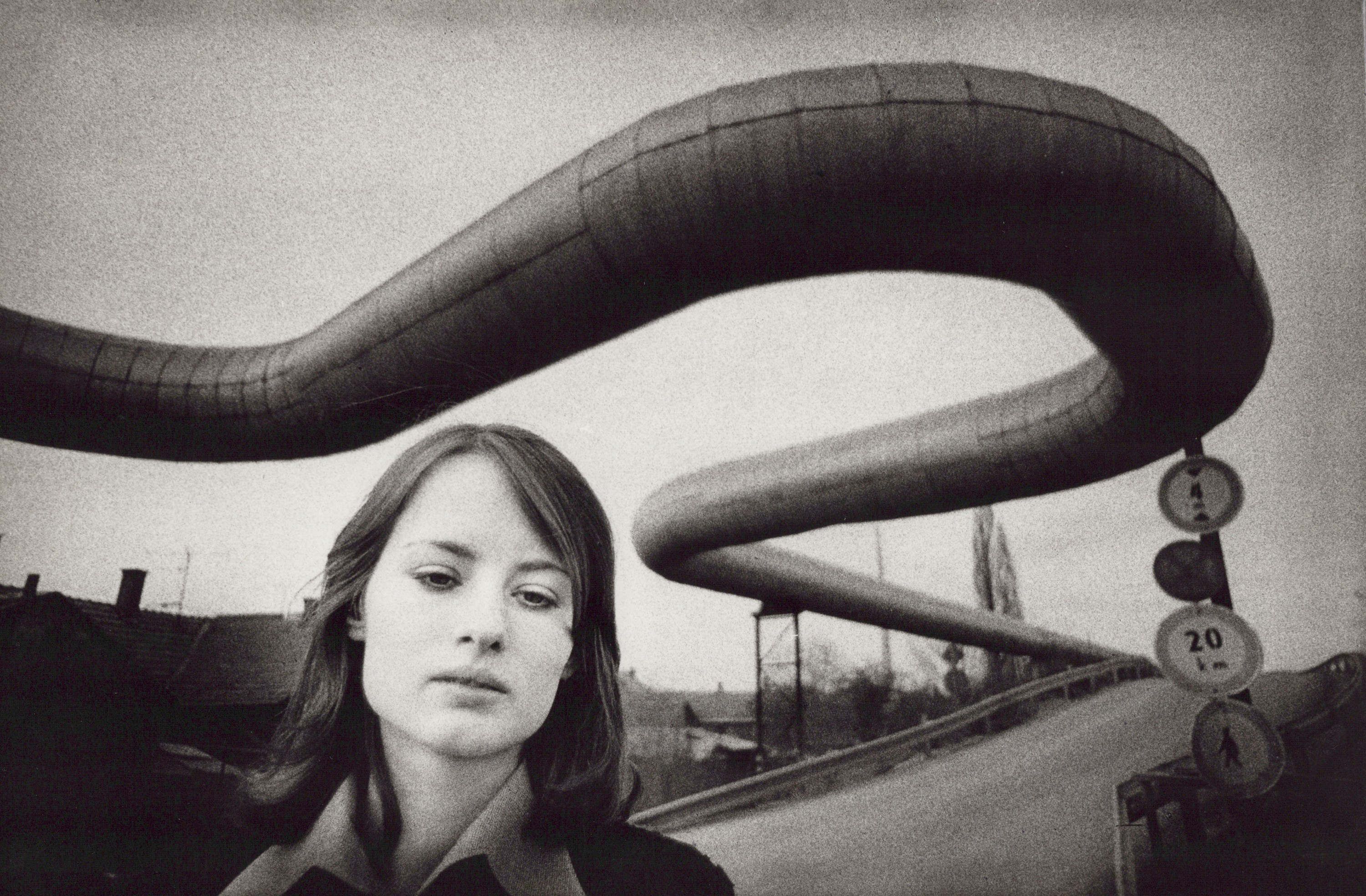
Jiří Horák, Bez názvu, 1982

- 1983 Galerie Brennpunkt, West Berlin
- 1983 Walbrzych (PL)
- 1984 Fotogalerija Slon, Ljubljana (reprízy Koper, Piran, SLO)
- 1984 Legnica (PL)
- 1985 Rzeszów (PL)
- 1986 Výstavní sín Fotoklubu, Příbor (kat. Petr Klimpl)
- 1986 Dům kultury, Uherský Brod (kat. Petr Klimpl)
- 1987 Trenčín
- 1987 Stará radnice, Brno (s R. Košťálem, kat. Petr Klimpl)
- 1988 Galerie výtvarného umění, Hodonín (kat. Josef Fantura)
- 1988 Kroměříž
- 1989 N-klub, Most (kat. Roman Muselík)Jiří Horák, Chrtí dostihy, 80. léta

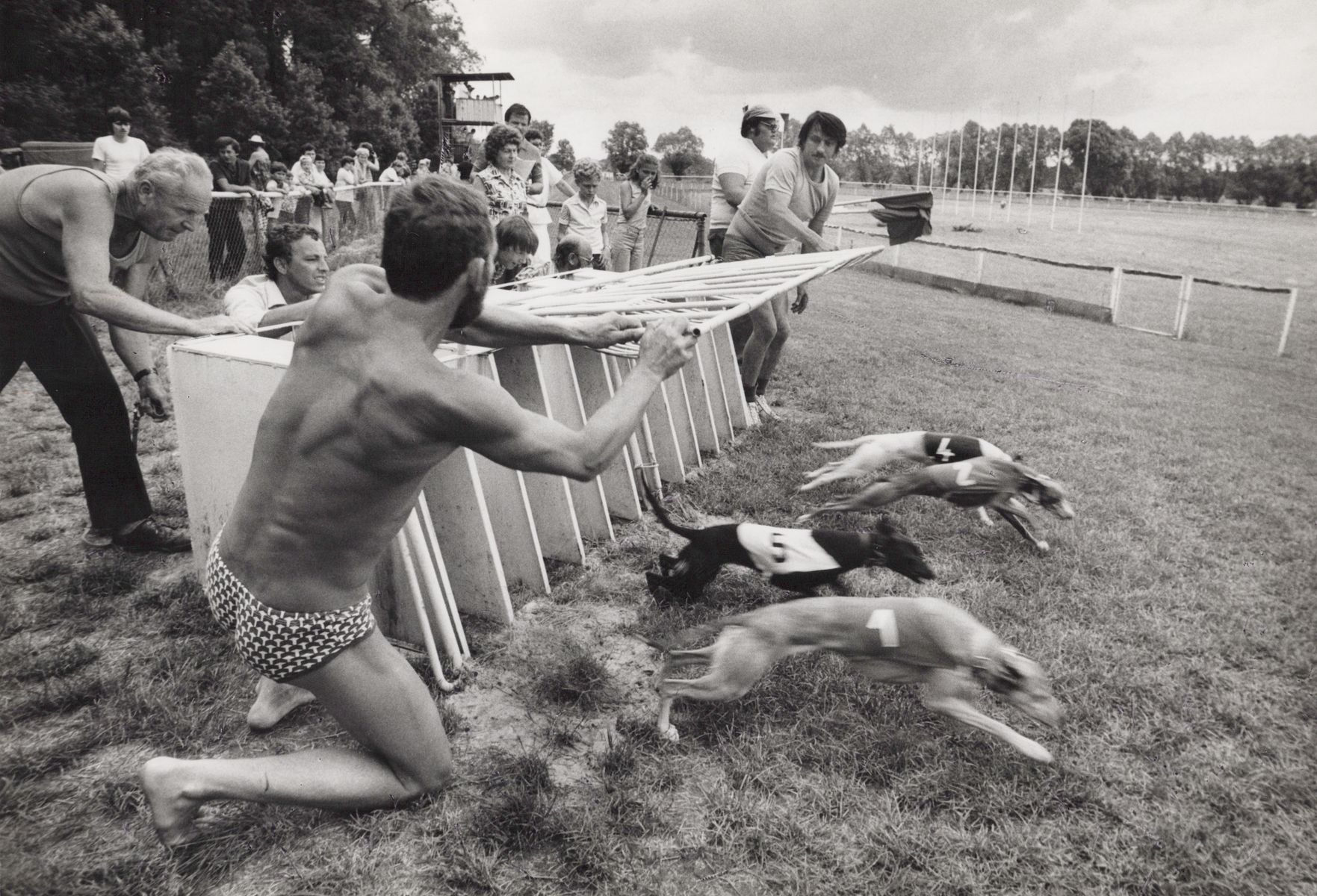
Jiří Horák, Chrtí dostihy, 80. léta

- 1989 Strážnice. Okresní knihovna, Hodonín
- 1990 Dostihy chrtů. Technické muzeum, Brno (kat. Lubomír Selinger)
- 1990 Síň umění ZK ČKD, Blansko
- 1991 Dostihy chrtů. Zemědělské muzeum, Lednice (kat. Lubomír Selinger)
- 1991 Návštěvníci strážnických slavností. Okresní knihovna, Hodonín (kat. Josef Fantura)
- 1993 Ústav lidové kultury, Strážnice (zrušena?)
- 1994 Grand Prix. Galerie výtvarného umění v Hodoníně (kat. Josef Fantura)
- 1995 Výstavní síň AB antikvariátu, Brno
- 2000 Ostravské pastorálie. Galerie výtvarného umění v Hodoníně (kat. Josef Fantura)
- 2001 Galéria Petra Michala Bohúňa, Liptovský Mikuláš (SK)
- 2004 Městské muzeum, Strážnice
- 2007 Galerie výtvarného umění v Hodoníně (kat. Josef Fantura)
- 2023 Galerie Fiducia, Ostrava (kat. Pavel Vančát)[4]

### Skupinové výstavy (výběr)
- 1982 Aktuální fotograﬁe ze sbírek Moravské galerie v Brně, Kabinet užitého umění, Moravská galerie v Brně (kat. Antonín Dufek)
- 1983 Koštabona (YU)
- 1986 Fotosession, Praha
- 1987 Aktuální fotograﬁe II. Okamžik, Moravská galerie v Brně (reprízy Galerie 4, Cheb, Sbírka keramiky Alšovy jihočeské galerie, Bechyně, Fotofest Žďár nad Sázavou 1988, kat. Antonín Dufek)
- 1987 Tělo v československé fotograﬁi 1900–1986 Muzeum Kroměřížska, Kroměříž (kat. Antonín Dufek)
- 1988 Fotosession 88, Příbor
- 1989 150 let výročí fotograﬁe, Praha
- 1999 My 1948–1989. Fotograﬁe ze sbírky Moravské galerie v Brně / Us 1948–1989. Photographs from the Collection  of the Moravian Gallery in Brno, Moravská galerie v Brně
- 2007 Stratený čas? Slovensko 1969–1989 v dokumentárnej fotograﬁi, Slovenská národná galéria, Bratislava (kat. Petra Hanáková, Aurel Hrabušický)
- 2008 Třetí strana zdi. Fotograﬁe v Československu 1969–1988 ze sbírky Moravské galerie v Brně, Moravská galerie v Brně (kat. Antonín Dufek, Marek Pokorný)
- 2011 V plném spektru. Fotograﬁe 1900–1950 ze sbírky Moravské galerie v Brně, Moravská galerie v Brně (kat. Antonín Dufek, Jiří Pátek, Petra Trnková)

### Výstavy se skupinou Epos
- 1968 Vsetín (Mezinárodní přehlídka fotoklubů „Interclub“)
- 1969 Děčín, Ostrava, Pardubice
- 1969 Royal Photographic Society, London (UK)
- 1970 Výstavní síň n. p. Fotochema, Ostrava (12. 3. – 4. 4., s M. Benešem a M. Havelkou)
- 1971 Kabinet fotograﬁe J. Funka, Dům pánů z Kunštátu, Dům umění města Brna (kat. K. O. Hrubý a Ladislav Plch)
- 1971 Kodak's Gallery, Sydney (AU)
- 1971 Okresní kulturní středisko, Jičín
- 1972 Fotografická galéria Východoslovenských železiarní, Košice
- 1973 Umjetnička galeria, Doboj (YU) (kat. M. Mandič)
- 1973 Zámek – Okresní kulturní středisko, Třebíč (se skupinou Foton)
- 1973 Starý pivovar, Kroměříž
- 1973 Hejnice
- 1976 Umjetnička galerija Bosne i Hercegovine, Sarajevo (YU)
- 1976 Kulturní dům Černá Pole, Brno
- 1976 Stara galeria ZPAF, Warszawa (PL)
- 1976 Umjetnička galeria, Doboj (YU)
- 1977 FotoGalerie, Novi Sad (YU) (katalog)
- 1978 Galerie pod podloubím, Olomouc
- 1978 Městská knihovna, Příbor
- 1978 Sedlčany
- 1978 Galerie Nahoře, České Budějovice
- 1980 Závodní klub pracujících, Panský dům, Uherský Brod
- 2013 Galerie výtvarného umění, Hodonín
- 2016 Galerie G34, Brno (kurátor Jaroslav Pulicar)
- 2016 EPOS 1967–1980. Dům umění města Brna (kurátor a katalog Pavel Vančát)[5]
- 2018 Galerie Schrott, Brno
- 2019 Galerie výtvarného umění, Hodonín
- 2023 Horácká galerie, Nové Město na Moravě

### Publikace a zdroje (výběr)
- Marek Vondra: Fotograf Jiří Horák. Diplomová práce, ITF, Opava 2001.[1]

### Zastoupení ve sbírkách
- Galerie výtvarného umění v Hodoníně
- Moravská galerie v Brně
- Sbírka Svazu českých fotografů, Praha
- Royal Photographic Society, Londýn (UK)
- Kodak's Gallery, Sydney (AUS)
- Umjetnička Galeria, Doboj (RS)
- Galeria, Novi Sad (RS)
- Obalne galerie, Piran (SLO)